# مخطمة
المخطمة (الاسم العلمي:†Rhynchonella) هي جنس من عضديات الأرجل تتبع فصيلة المخطمات من رتبة المخطميات.

## أنواع المخطمة
- مخطمة تكسانية
- مخطمة ثلاثية الفلقات
- مخطمة جذابة
- مخطمة حادة الفلقات
- مخطمة حبلية
- مخطمة دقيقة
- مخطمة دورانغوية
- مخطمة سمينة
- مخطمة سن الكلب
- مخطمة طرفية
- مخطمة كارنتنية
- مخطمة كيمبرية
- مخطمة مترددة
- مخطمة متغيرة
- مخطمة مثلثة
- مخطمة مجاورة
- مخطمة مستدقة
- مخطمة مضللة
- مخطمة مكيهوانية
- مخطمة منتفخة
- مخطمة نيجروسية
- مخطمة هزيلة